# Pegomya huanglongensis
Pegomya huanglongensis är en tvåvingeart som beskrevs av Deng och Li 1993. Pegomya huanglongensis ingår i släktet Pegomya och familjen blomsterflugor.
Artens utbredningsområde är Sichuan (Kina). Inga underarter finns listade i Catalogue of Life.